# Фламінго (рід)
Фламінго (Phoenicopterus) — рід біляводних птахів родини фламінгових (Phoenicopteridae). Містить три види.

## Поширення
Рід поширений на півдні Південної Америки, в Центральній Америці, Африці, Південній Європі та тропічній Азії.

## Види
- Фламінго чилійський (Phoenicopterus chilensis)
- Фламінго рожевий (Phoenicopterus roseus)
- Фламінго червоний (Phoenicopterus ruber)